# Ernst Levy von Halle

Ernst von Halle

Ernst von Halle (* 17. Januar 1868 in Hamburg als Ernst Levy; † 28. Juni 1909 in Grunewald) war ein deutscher Nationalökonom und Hochschullehrer, der ab 1897 im Reichsmarineamt für Rüstungspropaganda tätig wurde.

## Leben
Ernst Levy war ein Sohn des jüdischen Rechtsanwalts Hermann Levy, der Mitglied der Hamburgischen Bürgerschaft war. 1895 legte er den eindeutig jüdischen Familiennamen „Levy“ ab und nahm stattdessen den Geburtsnamen seiner Mutter „von Halle“ an, die einer anderen jüdischen Hamburger Familie entstammte. Er konvertierte zum christlichen Glauben und wurde Protestant. Er besuchte die Gelehrtenschule des Johanneums und studierte an den Universitäten von München, Bonn und Leipzig sowie an der Berliner Friedrich-Wilhelms-Universität, wo er 1889 Mitglied des Corps Vandalia Berlin wurde.
Im Jahr 1897 wechselte Ernst Levy von Halle ins Reichsmarineamt und wurde dort im Nachrichtenbüro (N) für die Propagierung und „wissenschaftliche Begründung“ des maßlosen Flottenrüstungsprogramms unter Admiral Alfred von Tirpitz eingesetzt. Sein direkter Vorgesetzter war hier der Vorstand der Nachrichtenabteilung August von Heeringen. Als Pressesprecher des Reichsmarineamtes ließ er sich vor den Karren der völlig überzogenen Flottenpolitik des Staatssekretärs von Tirpitz spannen, der ihn dafür als „die Krone der flottenfreundlichen Juden“ bezeichnete. Zahlreiche seiner ab 1897 erschienenen Publikationen waren Auftragswerke der Reichsmarineamtes und verfolgten das Ziel, die parawissenschaftliche Begründung für das unter Kaiser Wilhelm II. betriebene prestigeorientierte Marinerüstungsprogramm zu liefern.
Ernst von Halle heiratete 1903 Henriette von Moßner, eine Tochter des Generals Walther von Moßner.:67 Sie hatten zwei Söhne und eine Tochter. Sein Sohn Ernst (1905–1928) fuhr Automobilrennen und verunglückte beim Großen Preis von Deutschland 1928 auf dem Nürburgring tödlich.
Von Halle wurde 1906 zum Geheimen Admiralitätsrat ernannt. Er war a.o. Professor für Nationalökonomie an der Friedrich-Wilhelms-Universität Berlin und Honorarprofessor an der Technischen Hochschule Charlottenburg. 1908/1909 unternahm er eine Studienreise in die Vereinigten Staaten.
Erklärtes Ziel von Halles war es, Deutschland zu festigen und die innenpolitische Grundlage für eine Rolle als Weltmacht zu schaffen. Mit Max Weber vertrat er die Verbindung von Weltmachtpolitik und Sozialreform im Interesse der nationalen Integration.:68

## Schriften
- Der freie Handelsmakler in Hamburg und seine Stellung. In: Jahrbuch für Gesetzgebung, Verwaltung und Volkswirtschaft, Band 16 (1892), S. 1109–1176.
- Der freie Handelsmakler in Bremen. In: Jahrbuch für Gesetzgebung, Verwaltung und Volkswirtschaft, Band 17 (1893), S. 427–450.
- Industrielle Unternehmer- und Unternehmungsverbände in den Vereinigten Staaten von Nordamerika. In: Über wirtschaftliche Kartelle in Deutschland und im Auslande. Fünfzehn Schilderungen nebst einer Anzahl Statuten und Beilagen. (= Schriften des Vereins für Sozialpolitik, Band 60.) Duncker & Humblot, Leipzig 1894, S. 93–326.
- Trusts, or Industrial Combinations and Coalitions in the United States. Macmillan, New York 1895.
- Baumwollproduktion und Pflanzungswirtschaft in den nordamerikanischen Südstaaten. Duncker & Humblot, Leipzig 1897. (als Nachdruck: Schmidt, Bad Feilnbach o. J.)
- Die Seeinteressen Deutschlands. In: Volks- und Seewirtschaft. Reden und Aufsätze. Mittler, Berlin 1902 (1897), S. 136–171.
- Weltmachtpolitik und Sozialreform. In: Volks- und Seewirtschaft. Mittler, Berlin 1902 (1899), S. 203–241.
- (o. V., hrsg. vom Reichsmarineamt): Die Entwicklung der deutschen Seeinteressen im letzten Jahrzehnt. Mittler, Berlin 1905.
- Amerika. Hamburg 1905.
- Die Seemacht in der deutschen Geschichte. Leipzig 1907.
- Die Vorbildung für den Beruf der volkswirtschaftlichen Fachbeamten. Berlin 1907.
- Die Wirtschaftswissenschaft in der heutigen Beamtenvorbildung. Berlin 1909.

Außerdem war Ernst von Halle ab 1899 Herausgeber der Publikation Nauticus, Jahrbuch für Deutschlands Seeinteressen.